# هنري، كونت باريس
هنري، كونت باريس (بالفرنسية: Henri d'Orléans) (5 يوليو 1908 - 19 يونيو 1999) هو ابن إيزابيلا أميرة أورليان ويعتبر والد الأميرة آن، دوقة كالابريا. هنري من سلالة فيليب الأول المباشرة، دوق أورليان، ابن لويس الثالث عشر. هو أيضًا سليل لويس الرابع عشر من خلال سلالة نسائية، من ابنته الشرعية فرانسواز ماري دي بوربون، وكذلك حفيد حفيد لويس فيليب الأول.
مُنع هنري نجل جان، دوق غايز، من دخول فرنسا معظم حياته. ومع ذلك، ظل مخلصًا لخدمة فرنسا، فانضم إلى الفيلق الأجنبي الفرنسي وقاتل في الحرب العالمية الثانية والحرب الجزائرية. بعد السماح له بالعودة إلى فرنسا عام 1950، سرعان ما انخرط بشدة في السياسة الملكية الفرنسية. عمل هنري على استعادة الملكية الفرنسية، في شكل برلماني، وناقش الموضوع مع شارل ديغول. تلقى دعمًا ملحوظًا من الملكيين الفرنسيين، لكن كل المحاولات لاستعادة النظام الملكي فشلت في النهاية. عند وفاته في عام 1999، خلفه ابنه هنري في رئاسة أسرة أورليان.

## المطالب بالعرش الأورلياني

### الحرب العالمية الثانية
أصبح هنري مطالبًا بالعرش الفرنسي في 25 أغسطس 1940، عندما توفي والده. نظرًا لأن سقوط فرنسا حدث قبل نحو شهر، فقد تميزت معظم فترة حكمه المبكرة بالمطالبة بالعرش في الحرب العالمية الثانية.
في منتصف نوفمبر 1942، بعد هدنة فرانسوا دارلان مع الغزاة الحلفاء لشمال إفريقيا، حاول مسؤول الاستخبارات الفيشية هنري داستير دي لا فيجيري الترويج لانقلاب ملكي (كان داستير قد تآمر سابقًا مع الحلفاء لمساعدتهم في الغزو). اقترح داستير على صديقه ريدجواي نايت إمكانية حدوث هذا الانقلاب، متسائلًا «ماذا سيفكر الأمريكيون إذا ظهر كونت باريس على الساحة؟» اقترح أن يظهر هنري على رأس حكومة فرنسية مؤلفة من جميع الاتجاهات السياسية، وأن يحافظ على «الحياد حتى يأتي اليوم الذي يمكن للأمة الفرنسية أن تقرر بحرية». فوجئ ريدجواي بالاقتراح، لكنه لم يكن على علم بأن زملاء داستير، آبي كوردييه وماستر ساباتير (مدرس فرنسي في معسكر أو إس إس-إس أو إي في الجزائر العاصمة)، أحضروا سرًا هنري من المغرب إلى شقة داستير في الجزائر العاصمة. يُفترض أن الخطة كانت مدعومة من قبل رؤساء المجالس الجزائرية الثلاثة، الذين وقعوا رسالة مشتركة تحث الأدميرال على الاستقالة لصالح هذه الخطة. رفض كل من دارلان والجنرال الأمريكي أيزنهاور الفكرة، فقد تجاهل دارلان الخطابات، وأجاب أيزنهاور بالنفي بعد سماعه الخطة. اغتيل دارلان على يد فرناند بونييه دي لا شابيل، عضو مؤيد للأورليان في المقاومة الفرنسية، في 24 ديسمبر 1942.

## روابط خارجية
- هنري، كونت باريس على موقع مونزينجر (الألمانية)